# Chapelle Saint-John (Ditchfield)
La chapelle Saint-John est un lieu de culte anglican située à Frontenac, en Estrie. Construite en 1889 et inaugurée en 1890, elle est située sur le rang 4, à 620 m d'altitude, qui mène au Lac aux Araignées près du sommet du mont Rider (660 m).

## liens externes
- Informations sur le site du Patrimoine culturel du Québec